# المقفی الکبیر
المقفی الکبیر یکی از آثار مقریزی نویسنده سنی مذهب مصری است. این اثر موسوعه ای با موضوع دانشمندان مصری‌تبار یا زندگی کرده در مصر است که در ۱۶ جلد منتشر شده‌است.

## مؤلف
تقی‌الدین مقریزی متوفی ۱۴۲۲ ه‍.ق در مصر است که از جمله تاریخ‌نگار برجستهٔ مصری در دورهٔ مملوکی بود. او ابتدا به پیروی پدربزرگش حنفی بود، اما پس از درگذشت او به فقه شافعی روی آورد. سپس به مذهب ظاهری گرایش پیدا کرد. او قضاوت شافعیان مصر را عهده‌دار بود و به منصب محتسب قاهره و منطقه دلتا نیز رسید.

## شرح اثر
نام کتاب المقفی الکبیر فی تراجم أهل مصر و الوافدین علیها و در برخی منابع التاریخ الکبیر المقفی فی تاریخ أهل مصر و الواردین علیها گزارش شده‌است. این کتاب به توصیف دانشمندانی است که در مصر به دنیا آمده یا در آنجا به نشر علم پرداخته‌اند. این کتاب در ۱۶ جلد منتشر شده‌است اما مقریزی قصد داشته‌است که آن را تا ۸۰ جلد توسعه دهد.